# 老交易所 (莱比锡)

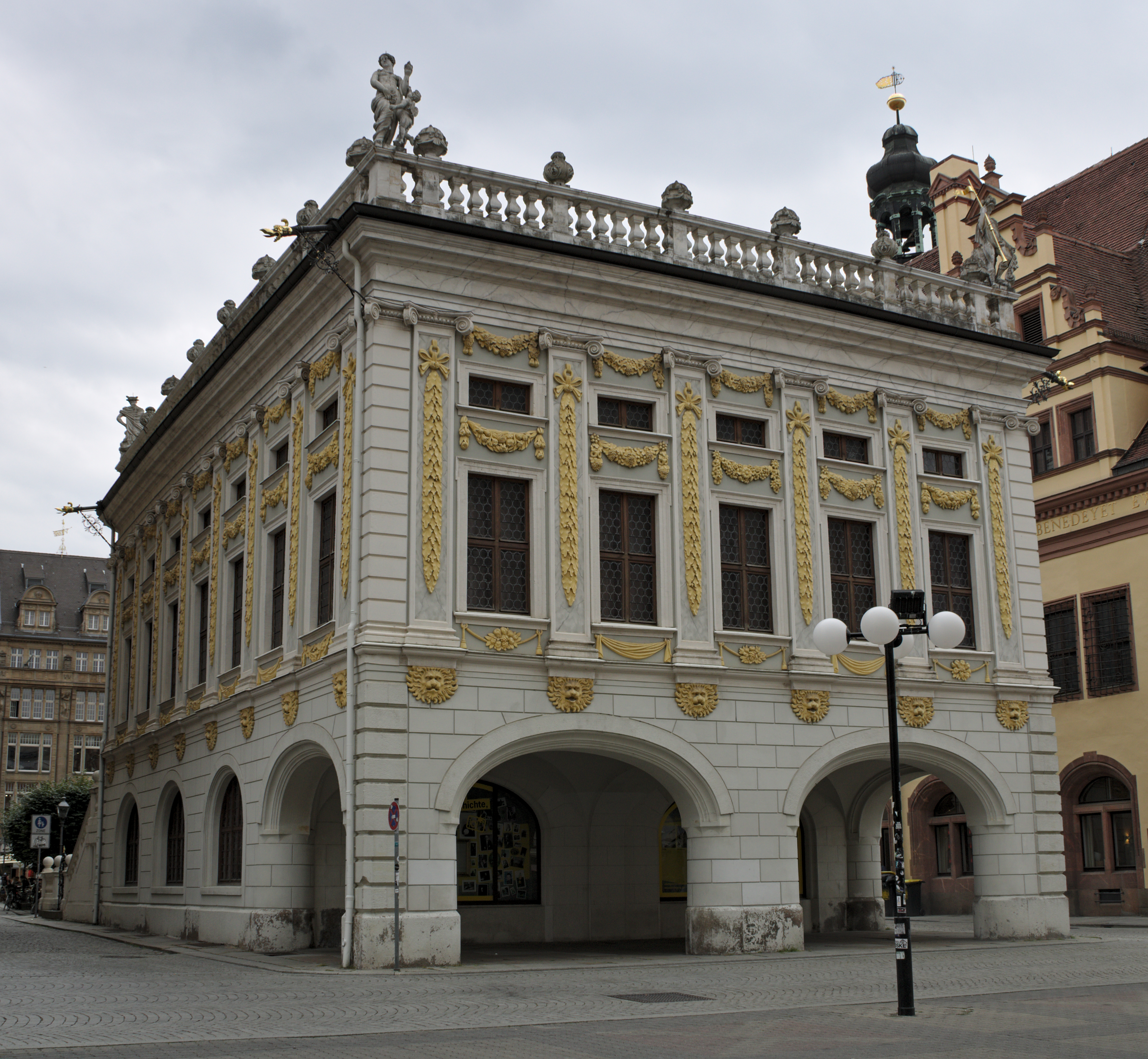
老交易所

老交易所（Alte Handelsbörse）是莱比锡一座古老的巴洛克建筑。 
1678年5月6日，30名批发商在例行聚会后决定兴建大型交易场所，同月30日开始兴建。设计师是德累斯顿萨克森选帝侯的首席设计师约翰·格奥格·斯达克。1679年部分建成首先投入使用。旧交易所全部完成是在1687年。  
老交易所建筑融合了荷兰及意大利巴洛克元素。上层大厅用作证券交易所，通过华丽的双翼户外楼梯进入，下层租给商人。
拿破仑战争结束后，股票市场在1816年重新开放，这座建筑也加以翻新及扩建。在第二次世界大战中旧交易所完全烧毁。1943年，损毁的建筑物搭起一个临时屋顶。1955年，开始修复工作，到1962年完成。从前的交易大厅用于阅览，音乐会和展览等文化活动。 